# JailbreakMe
 (juillet 2011).
Si vous disposez d'ouvrages ou d'articles de référence ou si vous connaissez des sites web de qualité traitant du thème abordé ici, merci de compléter l'article en donnant les références utiles à sa vérifiabilité et en les liant à la section « Notes et références ».
JailbreakMe est un utilitaire de Jailbreak développé par le hackeur comex et destiné aux appareils mobiles Apple. 
Le Jailbreak (ou débridage) permet de contourner les systèmes de verrouillage installés par Apple sur ses smartphones afin d'installer des extensions ou des thèmes tiers non approuvés par le constructeur, personnalisant l'apparence du SpringBoard par exemple.
La particularité de cet outil, par rapport aux autres, est que le Jailbreak s'effectue depuis l'iPhone en accédant une simple page Web. JailbreakMe inclut automatiquement le gestionnaire de paquets Cydia, permettant l'installation de diverses extensions modifiant le système de l'appareil.

## Historique
Le 5 juillet 2011, JailbreakMe 3.0 est publié par son auteur. Cette nouvelle version permet le Jailbreak de l'Apple iPad 2, en partie.
Quelques jours plus tard, un correctif est disponible sur Cydia. Il corrige quelques problèmes de compatibilité notamment avec l'Apple iPad Camera Connexion Kit.
Un autre correctif a été publié sur la boutique de Saurik sous le nom officiel de PDF Patcher 2, corrigeant cette fois-ci la faille des fichiers PDF, faisant fonctionner JailbreakMe 3.
Le 15 juillet vers 20 h 00 (heure de Paris, France) Apple publie les firmwares correctifs 4.3.4 (build 8K2) et 4.2.9 (build 8E501) destinés à l'iPhone CDMA, bloquant la faille utilisée par JailbreakMe 3.0 , précédemment dévoilé au stade BETA avant sa sortie officielle, sans l'accord préalable de son auteur.

## Historique des versions
| Version   | Date de sortie | Fonctionnalités                        |
| --------- | -------------- | -------------------------------------- |
| 1.0       | 2007           | Sortie Initiale (pour OS 1.1.1)        |
| 2.0       | 1 aout 2010    | Sortie Initiale (pour OS 4.0 et 4.0.1) |
| 3.0       | 5 juillet 2011 | Sortie Initiale (pour OS 4.3-4.3.3)    |
| 3.0 fix 2 | 8 juillet 2011 | Correction de bogues                   |